# Oregon Route 78

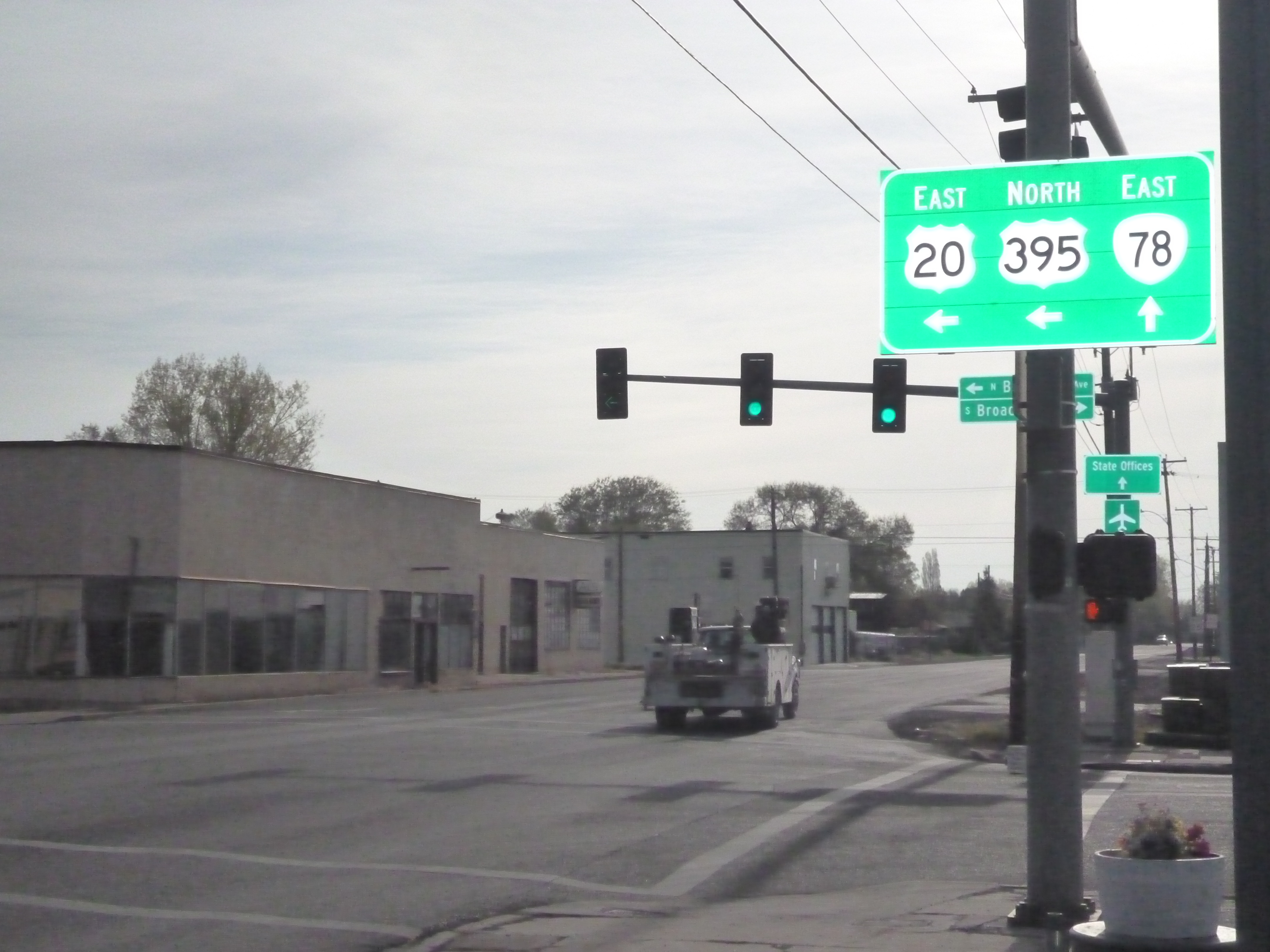
A 20-as, 395-ös és 78-as utak kereszteződése

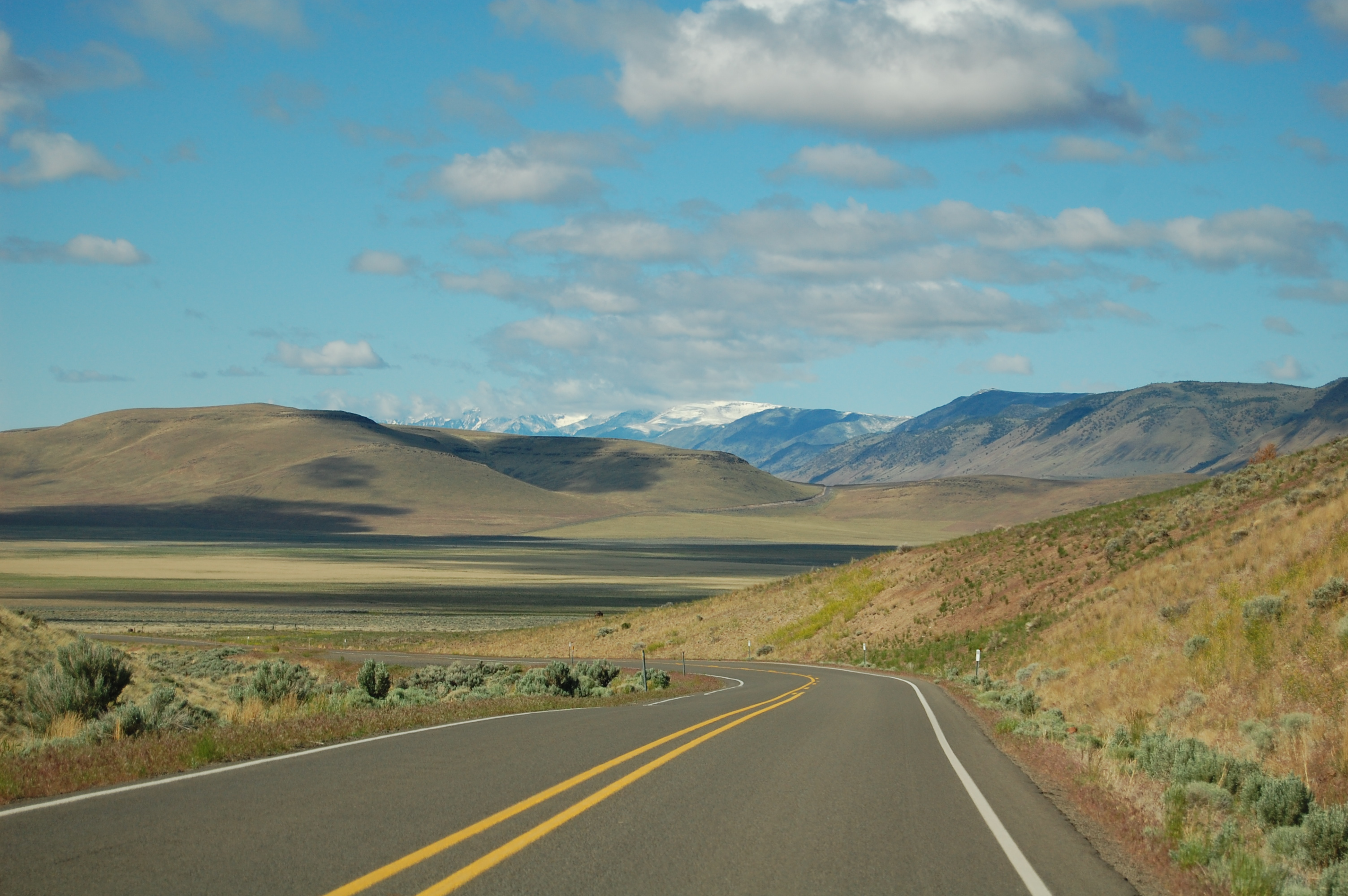
A Steens-hegy

Az Oregon Route 78 (OR-78) egy oregoni állami országút, amely kelet–nyugati irányban a 95-ös szövetségi országút Burns Junction-i kereszteződésétől a 20-as szövetségi országút burnsi csomópontjáig halad.
A szakasz Steens Highway No. 442 néven is ismert.

## Leírás
A szakasz Burns Junctionnél, a 95-ös út deltaelágazásánál kezdődik. Az út északnyugati irányban kanyarogva először áthalad New Princetonon, majd észak felé fordulva Crane kereszteződéséhez érkezik. Nyugatra fordulva először Lawen következik, majd északnyugatra, végül nyugatra kanyarodva a 205-ös út kereszteződésében délre fordulva az Oregon és Nevada határán fekvő Denióba lehet eljutni. A pálya Burns belvárosában, a 20-as út csomópontjánál ér véget.